# Hatonuevo
Hatonuevo ist eine Gemeinde (municipio) im Departamento La Guajira in Kolumbien. Hatonuevo liegt nah an der Grenze nach Venezuela.

## Geographie
Hatonuevo liegt auf einer Höhe von ungefähr 225 Metern in der Nähe der venezolanischen Grenze im Süden des Departamentos La Guajira. Die Gemeinde liegt auf dem Gebiet der Serranía del Perijá, einem nördlichen Ausläufer der Anden. Zudem hat Hatonuevo einen Anteil an der Sierra Nevada de Santa Marta. Zudem fließt der Río Ranchería durch die Gemeinde. Die Gemeinde grenzt im Norden Riohacha und Albania, im Süden und Westen an Barrancas und im Osten an Venezuela und Albania.

## Bevölkerung
Die Gemeinde Hatonuevo hat 28.671 Einwohner, von denen 16.255 im städtischen Teil (cabecera municipal) der Gemeinde leben (Stand: 2019). Ein Großteil der Bevölkerung der Gemeinde gehören zum indigenen Volk der Wayúu.

## Geschichte
Hatonuevo wurde 1840 von Blas Amaya an den zwei Bächen El Pozo und Gritador gegründet. Von 1994 bis 1998 und dann wieder seit 1999 hat Hatonuevo den Status einer Gemeinde.